# Anderson .Paak
Anderson. Paak, właśc. Brandon Paak Anderson (ur. 8 lutego 1986 w Oxnard) – amerykański piosenkarz, raper, perkusista i producent muzyczny. Rozpoczął swoją karierę muzyczną w 2012 po wydaniu swojego debiutanckiego mixtape'u O.B.E. Vol. 1, a następnie wydał swój debiutancki album studyjny Venice (2014). W 2016 roku wydał swój drugi album Malibu (2016), który otrzymał nominację do nagrody Grammy w kategorii Best Urban Contemporary Album, a następnie wydał swój trzeci album Oxnard (2018). Podczas 61. ceremonii wręczenia nagród Grammy Paak odebrał swoją pierwszą nagrodę Grammy w kategorii Best Rap Performance za swój singiel „Bubblin”. W 2020 roku zdobył dwie kolejne nagrody Grammy w kategorii Best R&B Album za swój czwarty album Ventura (2019), a piosenka z albumu „Come Home” (z udziałem André 3000) zdobyła nagrodę w kategorii Best R&B Performance.
Oprócz kariery solowej, Anderson w 2015 roku założył duet NxWorries z producentem muzycznym Knxwledge. Często towarzyszy mu zespół Free Nationals, który gra na wielu instrumentach, takich jak gitara elektryczna, bas, pianino, keyboard i perkusja, a także pełni funkcję wokalisty wspierającego. W 2021 roku założył duet Silk Sonic z innym piosenkarzem i autorem tekstów – Bruno Marsem. Debiutancki singiel duetu „Leave the Door Open” z ich kolaboracyjnego albumu An Evening With Silk Sonic (2021) stał się pierwszym singlem Andersona, który dotarł na 1. miejsce listy przebojów Billboard Hot 100, a także zdobył dwie nagrody podczas 64. ceremonii wręczenia nagród Grammy za Piosenkę Roku i Nagranie Roku.

## Życiorys
Brandon Paak Anderson urodził się 8 lutego 1986 roku w St. John's Regional Medical Center w Oxnard, Kalifornia. Ma mieszane pochodzenie afroamerykańskie i koreańskie. Matka Andersona urodziła się w Korei Południowej podczas wojny koreańskiej, a jej ojcem był prawdopodobnie Afroamerykanin, który był żołnierzem. Została porzucona w koreańskim sierocińcu i adoptowana przez rodzinę afroamerykańską w Compton.
W wieku siedmiu lat, Anderson zobaczył, jak jego odseparowany ojciec zaatakował jego matkę: „Moja młodsza siostra i ja wyszliśmy na dwór, a mój tata leżał na mamie. Na ulicy była krew. Został aresztowany i wtedy widziałem go po raz ostatni. Wydaje mi się, że spędził w więzieniu 14 lat”.
Niedługo po tym, jak rozpoczął naukę w ostatniej klasie liceum, jego matkę skazano za poważne oszustwo. „Na zajęciach zadzwonili do mnie: „Dziś aresztowano twoją mamę”. Matka Andersona przyznała się do winy w sprawie oszukania inwestorów na miliony dolarów, wykorzystując swoją firmę zajmującą się dystrybucją produktów rolnych. Została skazana na siedem lat więzienia.

## Kariera

### 2009–2013: Początki
Anderson zaczął produkować muzykę w swoim pokoju jako nastolatek, uczęszczając jednocześnie do Foothill Technology High School. Jego pierwszym doświadczeniem muzycznym było granie na perkusji w kościele rodzinnym. W 2011 roku, zanim został odnoszącym sukcesy muzykiem, Anderson wraz z żoną i małym synem stał się bezdomny po tym, jak zwolniono go z pracy na farmie marihuany w Santa Barbara. Na początku swojej kariery Anderson używał pseudonimu scenicznego Breezy Lovejoy.
W 2011 roku, Anderson zaczął zdobywać uznanie na scenie muzycznej Los Angeles, pracując nad swoim debiutanckim albumem. Shafiq Husayn z zespołu muzycznego Sa-Ra i pochodzący z Los Angeles raper Dumbfoundead pomogli Andersonowi odzyskać równowagę finansową po utracie pracy, zatrudniając go na stanowiskach asystenta, wideografa, montażysty, autora tekstów i producenta muzycznego. Ukończył swój debiutancki mixtape OBE Vol. 1 i wydał go 30 czerwca 2012 roku. Został perkusistą byłej półfinalistki American Idol, Haley Reinhart. Po wydaniu OBE Vol. 1., Brandon zmienił swój pseudonim sceniczny na Anderson .Paak; stwierdził, że kropka oznacza „szczegół”, konieczność zwracania uwagi na szczegóły.
27 listopada 2013 roku, Paak wyprodukował i nagrał Cover Art (2013), EP-kę zawierającą wyłącznie covery. Paak inspirował się białymi artystami z lat 50., którzy osiągnęli sukces komercyjny, przerabiając piosenki napisane przez czarnych piosenkarzy bluesowych i R&B, rzadko wynagradzając oryginalnych artystów. Cover Art odwrócił ten proces i przekształcił klasyczne utwory folkowe i rockowe białych muzyków w gatunki soul, funk, jazz, alternatywny pop, hip-hop i R&B. Album został wydany przez niezależne wytwórnie, m.in. Hellfyre Club. Paak był głównym producentem albumu George'a Watsky'ego All You Can Do (2014) i posiada gościnne występy na trzech z szesnastu utworów na tym albumie.

### 2014–2017:VeniceiMalibu

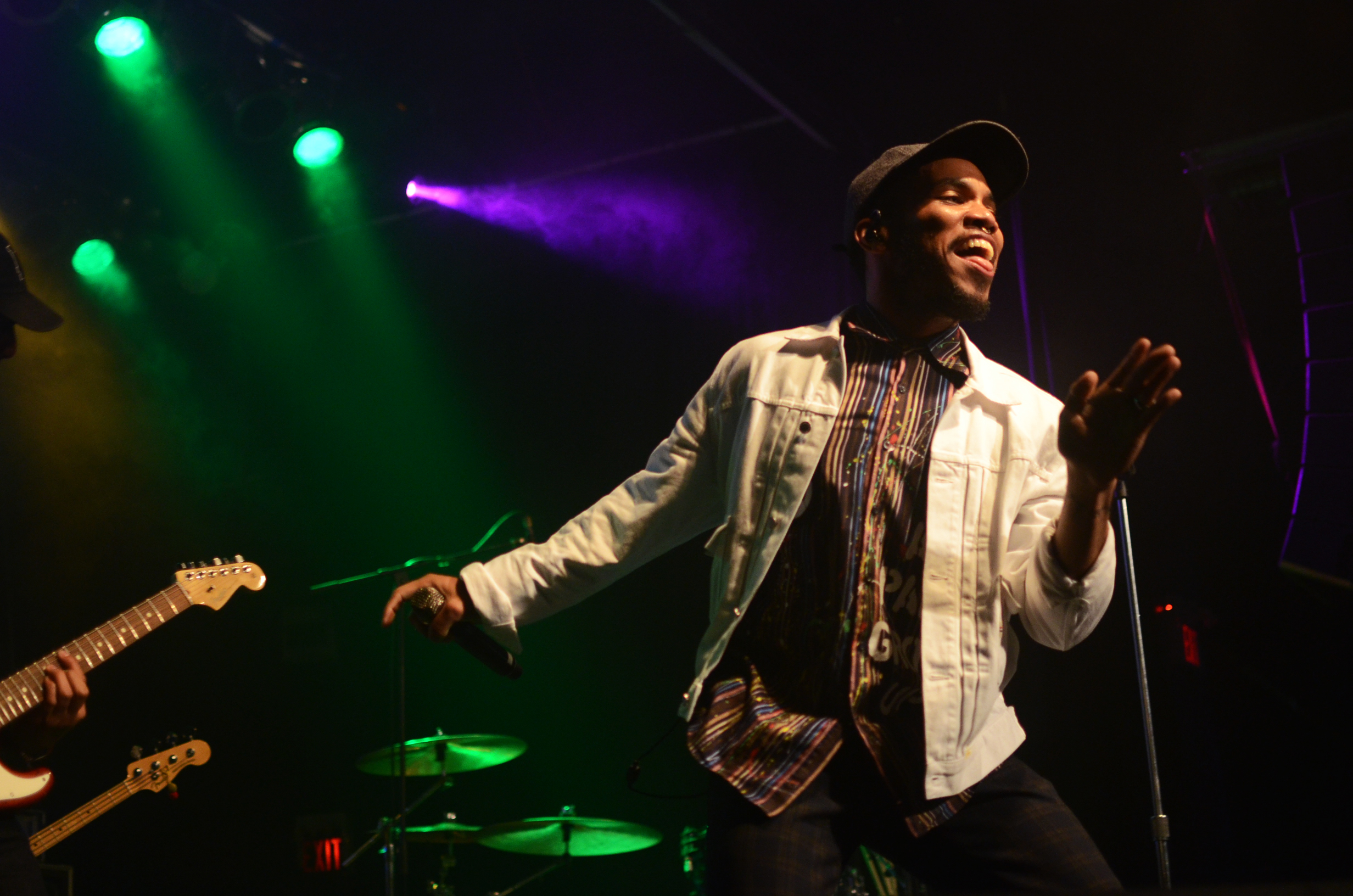
Paak występujący w lipcu 2016 roku

28 października 2014 roku, Paak wydał swój debiutancki album Venice (2014) pod pseudonimem Anderson .Paak; Paak pojawił się gościnnie na sześciu piosenkach albumu Compton (2015) autorstwa Dr. Dre i na dwóch utworach The Game'a The Documentary 2.5. W 2014 roku, Paak dołączył do Jhené Aiko w jej trasie koncertowej Enter The Void. W październiku 2015 roku, ogłosił, że nagrał materiał ze Schoolboy Q i 9th Wonder .
Paak wydał swój drugi album Malibu (2016) 15 stycznia 2016 roku, który spotkał się z uznaniem krytyków. Na płycie, oprócz Schoolboya Q i 9th Wondera, pojawili się również The Game, Rapsody czy BJ the Chicago Kid.
W styczniu 2016 roku poinformował, że nagrywa utwory z Flying Lotusem.  30 stycznia 2016 roku, Paak rozmawiał ze Scottem Simonem z audycji Weekend Edition w NPR o swoim burzliwym dzieciństwie jako dziecko, o jego mieszanym pochodzeniu, o tym, że kropka w jego imieniu oznacza „detal”, o jego współpracy z Dr. Dre i o tym, jak wszystkie te wpływy ukształtowały jego muzykę. 30 stycznia 2016 roku, Paak ogłosił na Twitterze, że podpisał kontrakt z wytwórnią Dr. Dre, Aftermath Entertainment.  Powiedział, że zawsze przesyła swoje pomysły Dr. Dre i że obaj pracują bardzo szybko.  W 2016 roku, Paak został zaliczony do grona XXL Freshmen, obok takich artystów jak Lil Dicky, Desiigner, Dave East, Denzel Curry, Lil Yachty, G Herbo, Lil Uzi Vert, 21 Savage czy Kodak Black.
W sierpniu 2016 roku, Paak wystąpił wraz ze swoim zespołem Free Nationals w radiu NPR Music w ramach serii koncertów Tiny Desk  Według NPR, koncert ten stał się „jednym z najpopularniejszych w historii serii”.

### 2018–2019:OxnardiVentura
W 2018 roku, nowy singiel Paaka „Til It's Over” pojawił się w reklamie telewizyjnej wydanej przez Apple. Reklamę wyreżyserował Spike Jonze, a w teledysku promującym inteligentny głośnik Apple HomePod, wystąpiła również FKA Twigs. Oprócz współpracy z Apple, utwór „Til It's Over” został wykorzystany na liście odtwarzania w grze wideo Forza Horizon 4 (2018). Jego piosenka, „Bubblin” znalazła się w soundtracku gry Madden NFL 19. W wywiadzie dla magazynu Complex opublikowanym 10 października 2018 roku, Paak ujawnił, że jego nadchodzący album Oxnard ukaże się 16 listopada 2018 roku.
Paak wydał swój trzeci album studyjny Oxnard (2018), zgodnie z zapowiedziami. Producentem wykonawczym albumu był Dr. Dre, a sam album stanowi hołd dla rodzinnego miasta Paaka w Kalifornii. Album charakteryzuje się silnym motywem przewodnim funku, a występują na nim tacy artyści, jak Kendrick Lamar, Snoop Dogg, Pusha T czy J. Cole. Dwunasty utwór albumu – „Cheers” z gościnnym udziałem Q-Tipa, składał hołd dla Maca Millera, amerykańskiego rapera, który w 2018 roku zmarł od przedawkowania substancji psychoaktywnych. Anderson współtworzył dwie piosenki na szóstym albumie Christiny Aguilery, Liberation (2018). 3 grudnia 2018 roku, Paak ogłosił światową trasę koncertową Andy's Beach Club, mającą na celu promowanie najnowszego albumu Oxnard (2018). Trasa rozpoczęła się w Stanach Zjednoczonych 11 lutego 2019 roku, a następnie udała się do Europy. Podczas 61. ceremonii wręczenia nagród Grammy, 10 lutego 2019 roku, Paak zdobył swoją pierwszą nagrodę Grammy w kategorii Best Rap Performance za swój singiel „Bubblin”.
Paak wydał swój czwarty album studyjny, Ventura, 12 kwietnia 2019 roku, na którym wystąpili między innymi tacy artyści, jak André 3000, Smokey Robinson, Brandy czy Nate Dogg. Producentem wykonawczym albumu był Dr. Dre, a album wydała jego wytwórnia płytowa, Aftermath Entertainment. Tytuł nawiązuje do motywu przewodniego poprzednich albumów artysty, których akcja rozgrywa się na wybrzeżu Kalifornii. Podczas gdy Oxnard (2018) w barwnych szczegółach przedstawił różne fragmenty z życia Paaka, Ventura (2019) skupił się na bardziej osobistych szczegółach samego artysty, powracając do kopalni eleganckiego R&B, funku i rapu z jego uznanego debiutanckiego albumu Malibu (2016). „Dorastanie w Oxnard dało mi odwagę, aby odnaleźć mój głos. Poszedłem do kolejnego i znalazłem swoją głębię” – powiedział Paak w oświadczeniu prasowym. Zapowiedział nową trasę koncertową The Best Teef In the Game Tour z Free Nationals, która rozpoczęła się 17 maja 2019 roku. W trasie koncertowej wystąpili Thundercat, Mac DeMarco, Earl Sweatshirt, Noname i Jessie Reyez.  Teledysk Paaka „Bubblin” został nominowany w kategorii Best Director na Berlin Music Video Awards w 2019 roku.

### 2020–obecnie: Silk Sonic
Paak wydał singiel „Lockdown” 19 czerwca 2020 roku, w dniu zbiegającym się z obchodami Juneteenth, święta zniesienia niewolnictwa w Stanach Zjednoczonych. W teledysku, wyreżyserowanym przez Dave'a Meyersa, wystąpili Jay Rock, Dumbfoundead, SiR, Syd, Dominic Fike i inni muzycy.  20 stycznia 2020 roku Paak był gościnnym modelem pokazowym w telewizyjnym teleturnieju The Price Is Right. W styczniu 2020 roku, Paak pojawił się na jedenastym studyjnym albumie Eminema zatytułowanym Music to Be Murdered By w utworze „Lock It Up”.W sierpniu 2020 roku, Paak pojawił się na ścieżce dźwiękowej do gry Madden NFL 21 w utworze „Cut Em In” z udziałem Ricka Rossa,  który został również odtworzony w napisach końcowych filmu Tom i Jerry (2021).
26 lutego 2021 roku, Paak wraz z amerykańskim piosenkarzem i autorem tekstów Bruno Marsem ogłosili, o założeniu zespołu o nazwie Silk Sonic. Ich debiutancki album studyjny An Evening With Silk Sonic (2021) ukazał się 12 listopada 2021 roku i zawiera współpracę z Thundercat i Bootsy Collins.
21 kwietnia 2021 roku, Paak podpisał ogólnoświatową umowę administracyjną z Warner Chappell Music we współpracy z wydawnictwem Dr. Dre – Hard Workin' Black Folks. Umowa obejmowała singiel duetu Silk Sonic zatytułowany „Leave the Door Open”, a także katalog muzyczny Paaka i jego przyszłe wydawnictwa.  Singiel znalazł się na szczycie listy przebojów Billboard Hot 100, stając się pierwszą piosenką Paaka, która tego dokonała. Utwór „Smokin Out the Window” także znalazł się w pierwszej dziesiątce listy przebojów Hot 100. Podczas 64. ceremonii wręczenia nagród Grammy w 2022 roku, zespół Silk Sonic otrzymał cztery nominacje do nagrody Grammy, a utwór „Leave the Door Open” wygrał w kategoriach Płyta Roku i Piosenka Roku.
W listopadzie 2021 roku, Paak nawiązał współpracę z Universal Music Group w celu utworzenia nowej wytwórni płytowej o nazwie Apeshit Inc..
W 2021 roku, Paak współpracował z innym amerykańskim raperem Dr. Dre nad ścieżką dźwiękową do gry wideo Grand Theft Auto Online studia Rockstar Games. DLC wydano 15 grudnia 2021 roku, a album udostępniono publicznie 4 lutego 2022 roku. Paak był postacią drugoplanową w grze.
13 lutego 2022 roku, Paak był gościem specjalnym (na perkusji) u boku amerykańskiego rapera 50 Centa podczas pokazu w przerwie meczu Super Bowl LVI, w którym wystąpili również inni amerykańscy raperzy tacy jak Dr. Dre, Snoop Dogg, Eminem, Kendrick Lamar i Mary J. Blige.

## Życie osobiste
Paak poznał swoją żonę, Jaylyn Chang, studentkę muzyki z Korei Południowej, gdy była na studiach. W 2011 roku, zanim został odnoszącym sukcesy muzykiem, Paak pracował na farmie marihuany w Santa Barbara. Został zwolniony bez ostrzeżenia i wraz z żoną i małym synem stał się bezdomny. W 2017 roku parze urodził się drugi syn. W 2017 roku, Paak potwierdził w wywiadzie dla The Breakfast Club, że jest to jego drugie małżeństwo, ale „to Jaylyn jest tą, która się liczy”. W styczniu 2024 r. Paak złożył pozew o rozwód po trzynastu latach małżeństwa.
Paak ma tatuaż na klatce piersiowej przedstawiający Steviego Wondera, Arethę Franklin, Jamesa Browna, Prince'a i Milesa Davisa oraz tatuaż na ramieniu z tekstem: „Kiedy mnie już nie będzie, proszę nie wydawajcie żadnych pośmiertnych albumów ani piosenek z moim nazwiskiem. To były tylko dema i nigdy nie były przeznaczone do słuchania publicznie”.
W 2016 roku, Paak założył fundację The Brandon Anderson Foundation, organizację non-profit, której celem jest „wspieranie i tworzenie inicjatyw, które podnoszą na duchu, angażują i wspierają społeczność poprzez dostęp do sztuki, edukacji uzupełniającej i wyjątkowych doświadczeń rozwijających wyobraźnię”.  W grudniu 2017 roku, uruchomił Paak House, coroczny koncert charytatywny, który pomaga zbierać fundusze na rzecz organizacji.   Wśród dotychczasowych wykonawców koncertu znaleźli się The Game, Jay Rock, Kali Uchis, Jhené Aiko, Ty Dolla Sign, Cordae, Freddie Gibbs, Masego, Thundercat i Schoolboy Q. Do 2021 roku, organizacja zebrała ponad pół miliona dolarów i zapewniła podstawowe potrzeby ponad 3000 rodzinom w obszarze Wielkiego Los Angeles.  W 2021 roku, Paak House gościł w College Park w Oxnard.

## Dyskografia

### Albumy studyjne
- Venice (2014)
- Malibu (2016)
- Oxnard (2018)
- Ventura (2019)

### Albumy kolaboracyjne
- Yes Lawd! (with Knxwledge, as NxWorries) (2016)
- An Evening With Silk Sonic (with Bruno Mars, as Silk Sonic) (2021)
- Why Lawd? (with Knxwledge, as NxWorries) (2024)

## Filmografia

### Filmy
| Rok  | Tytuł        | Rola           | Notatki                                        | Nr ref. |
| ---- | ------------ | -------------- | ---------------------------------------------- | ------- |
| 2020 | Trolle 2     | Prince Darnell | Głos                                           | [ 62 ]  |
| 2023 | Trolle 3     | Prince Darnell | Głos                                           | [ 62 ]  |
| 2024 | Sweet Dreams | D Squiz        |                                                | [ 63 ]  |
| 2024 | K-Pops!      | TBA            | Jako reżyser, scenarzysta, również rola główna | [ 64 ]  |

### Telewizja
| Rok       | Tytuł                     | Rola              | Notatki                    | Nr ref. |
| --------- | ------------------------- | ----------------- | -------------------------- | ------- |
| 2021      | Trolle: Święta w Harmonii | Prince Darnell    | Głos                       | [ 65 ]  |
| 2022–2023 | Między nami, misiaczkami  | TK                | 2 odcinki, głos            | [ 66 ]  |
| 2023      | Wielkie Show Baby Shark!  | Anderswim .Shaark | 1 odcinek, głos            | [ 67 ]  |
| 2023–2024 | Grown-ish                 | Jako on sam       | 2 odcinki z Free Nationals | [ 68 ]  |